# Ludwig von Kielmansegg (1798–1873)

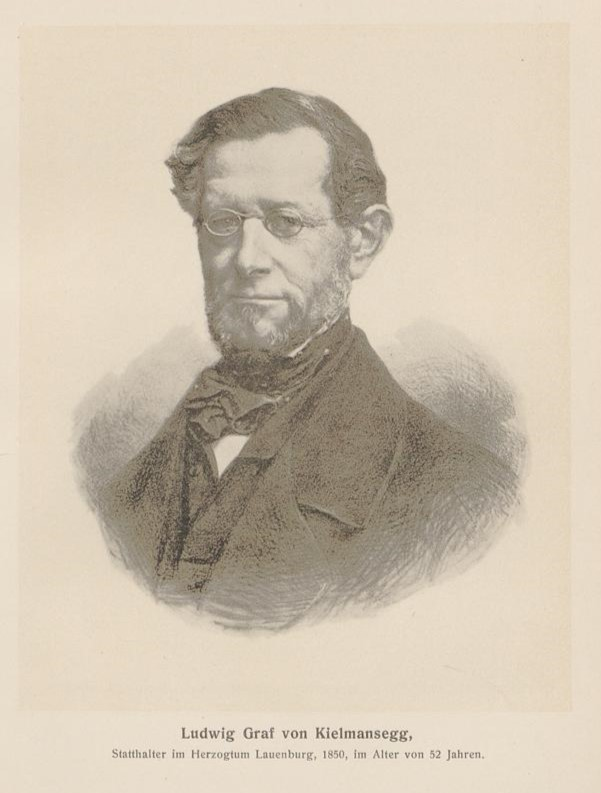
Ludwig Graf von Kielmansegg (1850)

Graf Ludwig Friedrich Georg von Kielmansegg(e), auch Georg Friedrich Ludewig Graf von Kielmansegge (* 27. Juli 1798 in Hannover; † 19. Juli 1873 auf Schloss Cappenberg b. Lünen) war ein deutscher Politiker, hannoverscher Diplomat, preußischer Abgeordneter und Beamter sowie Besitzer der Herrschaften Cappenberg und Scheda.

## Leben
Ludwig von Kielmansegg (Nr. 139 der Geschlechtszählung) entstammte der holsteinisch-hannoverschen Familie von Kielmansegg. Sein Vater war der königlich hannoversche Oberstallmeister Ludwig Friedrich Graf von Kielmansegg (1765–1850), seine Mutter Gräfin Friederike Eleonore Juliane von Wallmoden (1776–1826) war Tochter des Generalfeldmarschalls Johann Ludwig von Wallmoden-Gimborn. Eduard von Kielmansegg und Alexander von Kielmansegg waren seine jüngeren Brüder.
In den Befreiungskriegen trat er am 4. Januar 1814 als Kornett in das Husarenregiment der King’s German Legion. Unter dem Oberbefehl von Arthur Wellesley, 1. Duke of Wellington kämpfte sein Regiment Ostern 1814 in der Schlacht bei Toulouse. Im Sommerfeldzug von 1815 kämpfte er in der Schlacht bei Quatre-Bras und der Schlacht bei Waterloo, ebenso wie seine beiden Onkel Friedrich und Ferdinand von Kielmansegg. Nach der Demobilisierung der Legion wurde er am 3. März 1816 als Sekondeleutnant in die hannoversche Armee übernommen. 1817 wurde er Hofjunker und 1818 wurde er zum Premierleutnant im Garde-Husarenregiment befördert.
Kielmansegg ließ sich beurlauben, um an den Universitäten Göttingen und Berlin Rechts- und Staatswissenschaften zu studieren. Er kehrte jedoch bald in den hannoverschen Militär- und Hofdienst zurück. 1821 wurde er Kammerjunker. 1825 erfolgte seine Beförderung zum Rittmeister im Regiment Königsdragoner. Im selben Jahr wurde er Adjutant und Militärattaché bei General Wilhelm von Dörnberg, dem hannoverschen Gesandten am russischen Hof in Sankt Petersburg. Hier wurde er Zeuge des Dekabristen-Aufstands und der Thronbesteigung von Zar Nikolaus I.

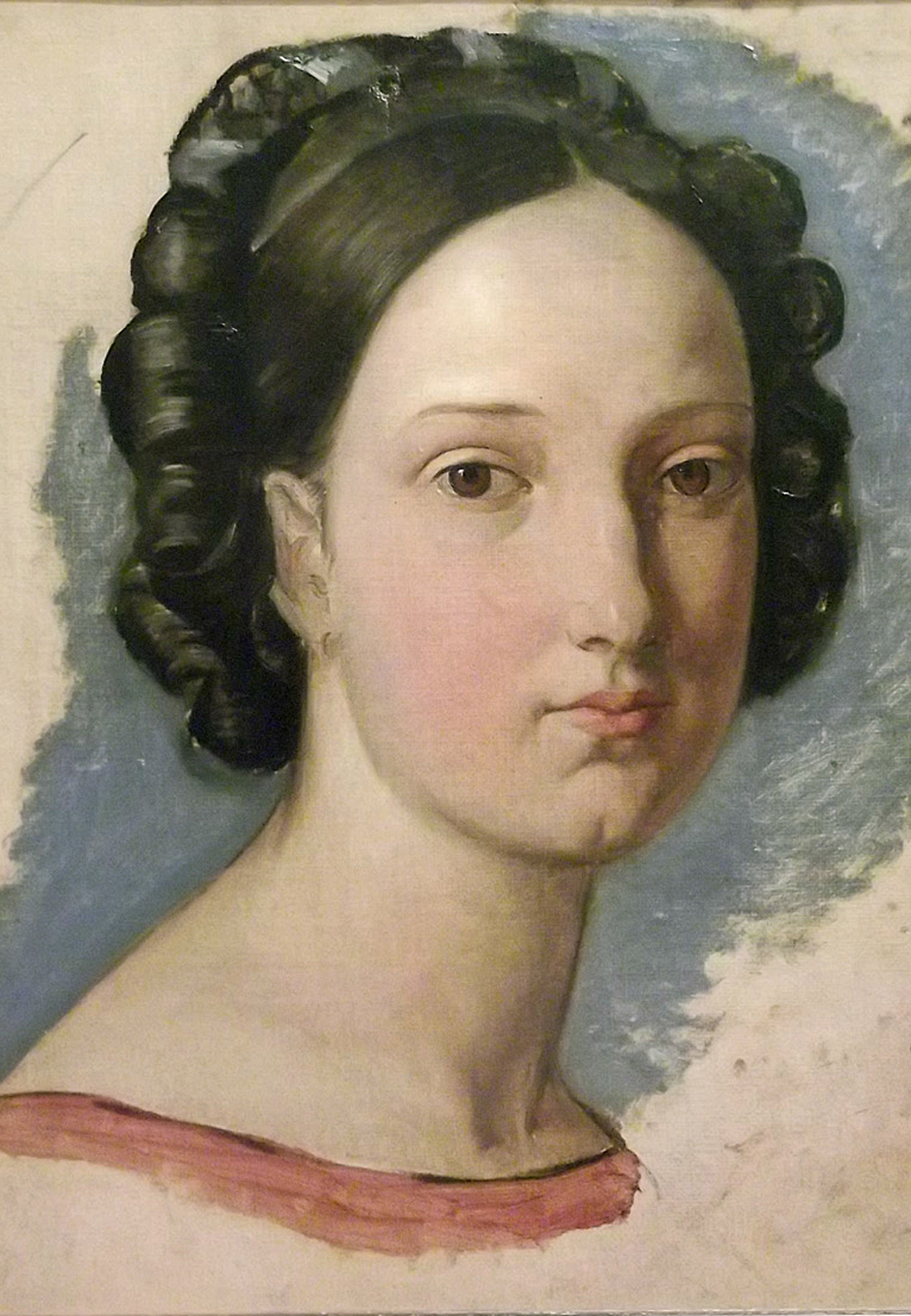
Therese vom Stein, Aquarell von Philipp Veit 1820

Nach dem Tod seiner Mutter kehrte er im Februar 1826 nach Hannover zurück. Am 28. August 1827 heiratete er seine Cousine mütterlicherseits, Therese Freiin vom und zum Stein (1803–1863), eine Tochter des preußischen Staatsmannes Heinrich Friedrich Karl vom Stein. Dadurch wurde er nach dem Tod Steins im Juni 1831 Besitzer der Herrschaften Cappenberg bei Lünen und Scheda bei Wickede sowie der Steinschen Güter im Herzogtum Nassau. 1840 gründete er auf Cappenberg die Gräflich Kielmannsegge’sche Brauerei, welche bis zum Ersten Weltkrieg bestand. Abgesetzt wurden die Biere überwiegend im nahen Münsterland, jedoch auch bis Dortmund. 1861 bis 1862 ließ er auf dem Gut Scheda durch den Baumeister Ferdinand Zangerl das noch bestehende Herrenhaus erbauen.
Nach einer Zeit als Major und Adjutant von Adolphus Frederick, 1. Duke of Cambridge wurde er 1831 hannoverscher Gesandter beim Königreich Bayern in München. 1835 erfolgte seine Ernennung zum Kammerherrn. 1839 verließ er vorübergehend den Dienst, um sich der Verwaltung der Güter seiner Frau in Westfalen zu widmen. 1843 sandte ihn der hannoversche König Ernst August I. als Ministerresidenten nach Den Haag. Gleichzeitig war er auch am belgischen Hof in Brüssel akkreditiert. In dieser Stellung blieb er bis 1846. Dann nahm er seine Entlassung aus dem hannoverschen Staatsdienst und legte auch sein Amt als Kammerherr nieder, um sich seinen Besitzungen zu widmen. Im selben Jahr erkrankte sein gleichnamiger einziger Sohn so schwer an Scharlach, dass es zu einer bleibenden Behinderung kam, die ihn als Erbe der Güter ausschloss.
Im Frühjahr 1847 wurde Ludwig von Kielmansegg als Vertreter der ehemals Steinschen Güter Mitglied des westfälischen Provinziallandtags sowie Mitglied des Vereinigten Landtags in Berlin.
Während der Zeit der Bundesverwaltung des Herzogtums Lauenburg in der Schleswig-Holsteinischen Erhebung erklärte er sich bereit, als Landesadministrationsdirektor (Statthalter) die Verwaltung des Herzogtums zu leiten. Mit der Wiederherstellung der dänischen Herrschaft endete dieses Amt. Als er 1850 das Gut Gülzow mit Kollow und Hasenthal von seinem Vater erbte, wurde Kielmansegg Mitglied der Ritter- und Landschaft des Herzogtums. Am 14. Juni 1850 berief die Königlich Dänische Regierung ihn in eine Kommission aus sechs „achtbaren“ lauenburgischen Männern (neben Ludwig von Kielmannsegg auf Gülzow waren das Amtmann Joachim Bernhard Susemihl, Gutsbesitzer Ottokar von Witzendorff auf Groß Zecher, Justizrat Eduard Friedrich Walter, der Möllner Senator Wilhelm Dahm und Gutsbesitzer Ernst Philipp Berckemeyer), die einen Entwurf für eine neue Verfassung (und Zusammensetzung des Parlamentes) vorlegen sollten. Als Vertreter des noch minderjährigen Erblandmarschalls Friedrich Gottlieb von Bülow auf Gudow übernahm Kielmansegg 1853 das Amt des Vize-Landmarschalls. Damit war er bis 1858 oberster Vertreter der lauenburgischen Stände.
Seit dem 14. Oktober 1854 war er zugleich als westfälischer Gutsherr auf Cappenberg Mitglied des Preußischen Herrenhauses auf Lebenszeit.
Im Zuge der Bundesexekution gegen die Herzogtümer Holstein und Lauenburg von 1863 wurde Kielmansegg nach dem Tod des Landdrosten Carl Emil von Kardorff im Juni 1864 durch die Bundeskommissare Eduard von Könneritz und Carl Ferdinand Nieper zum Regierungspräsidenten der Lauenburgischen Regierung ernannt. Diese Stellung behielt er auch während des kurzen österreichisch-preußischen Kondominiums und zunächst auch nach der Übernahme Lauenburgs durch Preußen nach der Gasteiner Konvention. 1865 ernannte ihn der preußische König zum Wirklichen Geheimen Rat mit dem Prädikat Exzellenz.
Nachdem ihm schon lange finanzielle Problem zugesetzt hatten, die ihn 1862 zur Aufgabe Gülzows im Familienvertrag nötigten, bat er im Herbst 1867 „aus Gesundheitsgründen“ um seine Entlassung. Dabei mag auch die Nähe seiner Familie zum Welfenhaus, das nach der Niederlage gegen Preußen 1866 ins österreichische Exil gegangen war, eine Rolle gespielt haben. Seinen Ruhestand verbrachte er teilweise in Wiesbaden und im Schwarzwald. Er starb auf Schloss Cappenberg an einem Schlaganfall und wurde im Familienmausoleum an der St.-Petri-Kirche in Gülzow beigesetzt.

## Nachkommen
Mit seiner Frau Therese hatte er drei Kinder:
- Ludwig (1830–1895), verzichtete im Familienvertrag von 1862 auf sein Primogeniturrecht zugunsten seines Onkels Eduard von Kielmansegg
- Louise (1833–1901) ⚭ Thedel (1836–1867), Sohn von Eduard von Kielmansegg
- Mathilde (* 26. Mai 1838; † 31. März 1914) ⚭ 1858 Albrecht Graf von der Groeben (* 2. Dezember 1818; † 13. Juni 1864), Erbin von Cappenberg

## Auszeichnungen
- Roter Adlerorden, 1. Klasse mit Eichenlaub (1867)
- Johanniterorden, Rechtsritter (1856)[3]
- Leopoldsorden (Belgien), Kommandeur
- Orden vom Niederländischen Löwen, Kommandeur
- Guelphen-Orden, Kommandeur 2. Klasse (1844)
- Wilhelms-Kreuz (Hannover)
- Waterloo-Medaille (Großbritannien)